# Носоловка
Носоловка — река в России, протекает по Тамалинскому району и по границе Белинского района Пензенской области. Устье реки находится в 20 км по правому берегу реки Сюверня у села Масловка. Длина реки составляет 10 км, площадь водосборного бассейна 65,2 км².

## Данные водного реестра
По данным государственного водного реестра России относится к Донскому бассейновому округу, водохозяйственный участок реки — Ворона, речной подбассейн реки — Хопер. Речной бассейн реки — Дон (российская часть бассейна).
Код объекта в государственном водном реестре — 05010200212107000006403.